# Referendo sobre a independência da Nova Caledônia em 2021
O referendo sobre a independência da Nova Caledônia (português brasileiro) ou Nova Caledónia (português europeu) (oficialmente em francês: Référendum de 2021 sur l'indépendance de la Nouvelle-Calédonie) foi um referendo de independência realizado na Nova Caledônia em 12 de dezembro de 2021. A votação foi a terceira e última a ser realizada nos termos do Acordo de Numeá, após as votações em 2018 e 2020, em que a independência foi rejeitado por 56,7% e 53,3%, respectivamente.
Com uma participação de apenas 43,87% da população da Nova Caledônia, os eleitores rejeitaram a independência de forma esmagadora, com 96,50% votando contra tal mudança e 3,50% a favor da independência. O referendo ocorreu em meio a um grande boicote entre a população nativa canaca, cujos líderes pediram o adiamento da votação após um surto de COVID-19 em grande escala iniciado em setembro de 2021, que causou um total de 280 mortes, e destacou que os rituais de luto dos canacas duravam até um ano.